# Hornindalsvatnet
El Hornindalsvatnet és el llac més profund d'Europa i de Noruega, amb una profunditat oficial de 514 metres. La seva superfície es troba a 53 metres sobre el nivell del mar, el que significa que la seva part inferior és de 461 metres sota el nivell del mar. El poble de Grodås es troba a l'extrem oriental del llac al municipi de Hornindal, i el poble de Mogrenda està situat a l'extrem occidental del llac al municipi d'Eid. La ruta europea E39 passa a prop del llac. El poble d'Heggjabygda i la seva església es troben a la riba nord del llac.
El seu volum s'estima en 12 quilòmetres cúbics, la seva àrea és de 50 quilòmetres quadrats i és considerat el 19è. llac més gran de Noruega. Es troba al comtat de Sogn og Fjordane, al voltant d'un quilòmetre al sud de la frontera del comtat amb Møre og Romsdal. El llac es troba dins de les fronteres dels municipis d'Eid i Hornindal. La sortida principal és el riu Eidselva, que desemboca a l'Eidsfjorden, un braç de la principal Nordfjord.
El llac és també el lloc de la Marató Hornindalsvatnet, que se celebra anualment al juliol.